# Tillé
Tillé ist eine französische Gemeinde mit 1294 Einwohnern (Stand 1. Januar 2022) im Département Oise in der Region Hauts-de-France. Sie gehört zum Arrondissement Beauvais, zur Communauté d’agglomération du Beauvaisis und zum Kanton Mouy.

## Geographie
Die Gemeinde Tillé mit den Ortsteilen Rieux und Morlaine liegt an der Liovette, einem kleinen linken Zufluss des Thérain, vier Kilometer nordnordöstlich von Beauvais. In Tillé liegt der seit 1956 für die Zivilluftfahrt geöffnete Flughafen Beauvais-Tillé. Durch die Gemeinde führt die frühere Route nationale 1, im Osten der Gemeinde verläuft die Autoroute A16.

## Geschichte
Bereits in der Jungsteinzeit war der Ort bewohnt. 1472 wurde er von den Truppen Karls des Kühnen geplündert. Das Schloss wurde 1774 abgebrochen. 1825 brannte der Ort ab. Im Zweiten Weltkrieg wurde die Gemeinde mit dem Croix de guerre ausgezeichnet.

### Einwohner
| Jahr                       | 1962 | 1968 | 1975 | 1982 | 1990 | 1999 | 2006 | 2014 | 2021 |
| -------------------------- | ---- | ---- | ---- | ---- | ---- | ---- | ---- | ---- | ---- |
| Einwohner                  | 837  | 877  | 1011 | 1144 | 1129 | 1074 | 1041 | 1080 | 1272 |
| Quellen: Cassini und INSEE |      |      |      |      |      |      |      |      |      |

## Sehenswürdigkeiten
Die Kirche Saint-Étienne geht auf das 11. Jahrhundert zurück. Sie wurde im 16. Jahrhundert umgebaut.

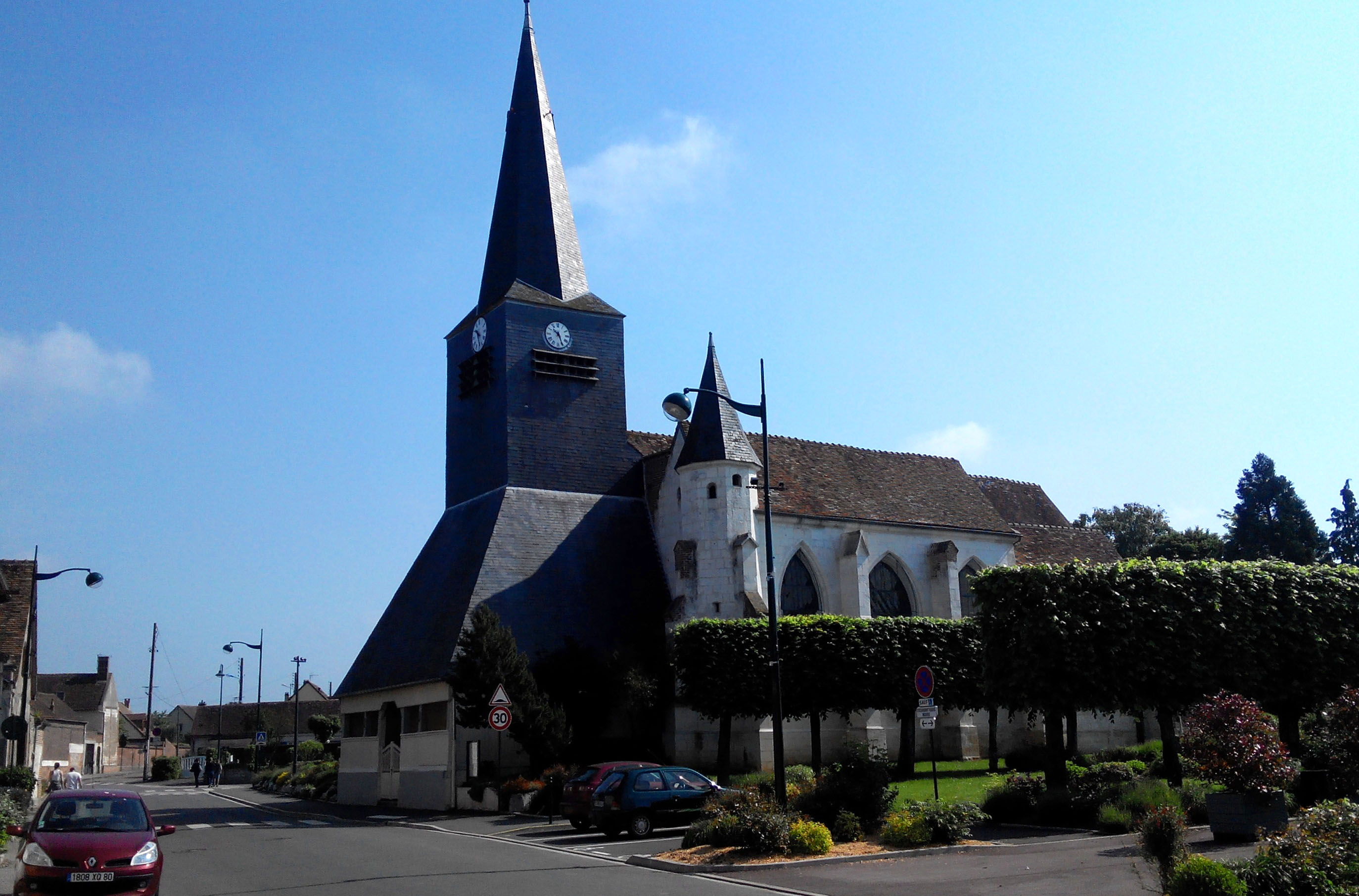
Kirche Saint-Étienne
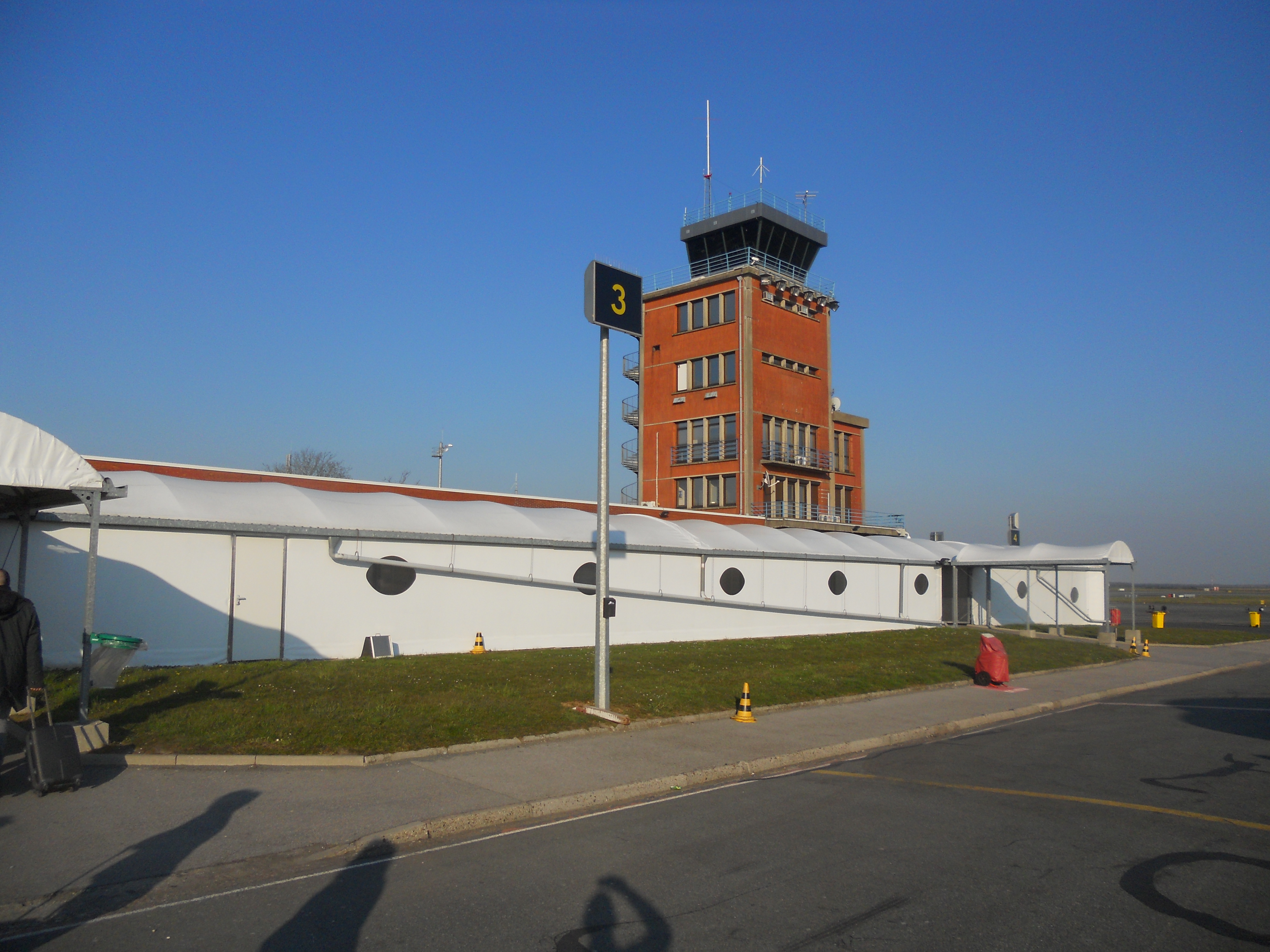
Flughafen Beauvais-Tillé